# Jan Inghe-Hagström
Jan Inghe-Hagström, född 9 mars 1944, död 9 september 2005, var en svensk arkitekt. 

## Utbildning och verksamhet
Jan Inghe-Hagström föddes i Göteborg och flyttade i späd ålder till Stockholm. Hans föräldrar var Arne Hagström och forskaren Maj-Britt Inghe. Han tog sin arkitektexamen vid Kungliga Tekniska högskolan i Stockholm 1970. Han var anställd på Stadsbyggnadskontoret, Stockholms stad, där han som planarkitekt bland annat ansvarade för området Minneberg i Bromma samt Södra stationsområdet på Södermalm. Han var planchef för stadsbyggnadsprojektet Hammarby sjöstad och han har fått ett torg uppkallat efter sig, Jan Inghes torg, som ligger i Henriksdalshamnen i Hammarby sjöstad.
Han bodde själv några år i en lägenhet i Minneberg, men flyttade mot slutet av sitt liv till Norra Hammarbyhamnen, en stadsdel som han stod bakom som planarkitekt. Hammarby sjöstad blev hans sista stora stadsplaneprojekt.